# Самарийдимарганец
Самарийдимарганец — бинарное неорганическое соединение
марганца и самария
с формулой Mn2Sm,
кристаллы.

## Получение
- Сплавление стехиометрических количеств чистых веществ:

{\displaystyle {\mathsf {2Mn+Sm\ {\xrightarrow {930^{o}C}}\ Mn_{2}Sm}}}

## Физические свойства
Самарийдимарганец образует кристаллы нескольких модификаций:
- кубическая сингония, пространственная группа F d3m, параметры ячейки a = 0,779 нм, Z = 8, структура типа магнийдимеди Cu2Mg
- гексагональная сингония, пространственная группа P 63/mcm, параметры ячейки a = 0,5511 нм, c = 0,8976 нм, Z = 4, структура типа дицинкмагния MgZn2 [1][2].

Соединение образуется по перитектической реакции при температуре 930°С
.